# Buchnera decandollei
Buchnera decandollei là loài thực vật có hoa thuộc họ Cỏ chổi. Loài này được Govaerts mô tả khoa học đầu tiên năm 1996.